# عبد المنعم بن السايح
عبد المنعم بن السايح (9 ديسمبر1990م) هو كاتب وروائي جزائري، يعتبر من الكتاب الشباب في الجزائر وله إصدارات عديدة في الرواية والمسرح. حائز على جائز رئيس الجمهورية الجزائرية للمبدعين الشباب (على معاشي) عام 2017م. وجائزة الشيخ راشد بن حمد الشرقي للإبداع بالإمارات عام 2020م.

## سيرته الذاتية

### مولده ونشأته
ولد عبد المنعم بن السايح في 09 ديسمبر1990م بحي العرقوب بولاية تقرت، جنوب الجزائر، خريج جامعة قاصدي مرباح بولاية ورقلة تخصص النقد الأدبي المعاصر، يعمل حاليا مراسل صحفي بجريدة الوطن، بدأ كتابة القصة القصيرة سنة 2009، والمقالة الساخرة في المنتديات والمدونات الإلكترونية، ثم توجه للكتابة الروائية حيث أصدر أول عمل روائي عام 2015م بعنوان المتحرر من سلطة السواد الصادرة عن منشورات الرابطة الولائية للفكر والإبداع. وكان ظهوره الأدبي من خلال جائزة الرابطة الولائية للفكر والإبداع عام 2014م.

## مؤلفاته

### مؤلفاته الروائية
- المتحرر من سلطة السواد (رواية) عن الرابطة الولائية للفكر والإبداع -الجزائر- 2014م.[8][9][10]
- حبيبتي زانية (رواية)، دار شهرزاد للنشر والتوزيع -الأردن- 2016م.[11]
- بقايا أوجاع سماهر (رواية) عن منشورات ضفاف -بيروت- 2016م.[12][13][14]
- قد بلغت من الوجع عتيا (رواية)، دار المثقف للنشر والتوزيع -الجزائر- 2017م.[15]
- لنرقص الترانتيلا ثم نموت (رواية)، دار الماهر للنشر والتوزيع -الجزائر- 2018م.[16]

#### مؤلفاته المسرحية
- شعائر الإبادة (مسرحية)، دار راشد للنشر، الإمارات العربية المتحدة، 2021م.[17][18]
- المبشرون بالجنائز (مسرحيتان)، دار فواصل للنشر والإعلام -الجزائر/ غرداية- 2022م.[19][20][21]
- الطارق أبواب الخلود بعكاز نبوءة مجنونة (مسرحية تاريخية)، دار فواصل للنشر والإعلام -الجزائر/ غرداية- 2022م.[22]

##### مؤلفاته الفكرية
- سلطة الماريونيت (مقالات تأملية يكتبها الحراك السلمي)، دار الماهر للنشر والتوزيع -الجزائر/ سطيف- 2019م.[23]

## الدراسات المنشورة حول أعماله
- تقنيات السيرة الذاتية في رواية المتحرر من سلطة السواد لـ عبد المنعم بن السايح، دراسة نقدية لـ صبرين سكساف، صدرت عن دار المعتز للنشر والتوزيع - الأردن- 2021م.[24][25]

## الجوائز
فاز الكاتب بعدة جوائز أهمها:

### جوائزه عن الأعمال الروائية
- الجائزة الوطنية للرواية القصيرة عام 2014م عن رواية المتحرر من سلطة السواد.[26][27]
- جائزة رئيس الجمهورية للمبدعين الشباب عام 2017م عن رواية بقايا أوجاع سماهر.[28][29]
- جائزة محمد ديب الكبرى للإبداع الروائي عام 2020م عن رواية لنرقص الترانتيلا ثم نموت.[30][31][32][33]
- جائزة حورس الإسكندرية للرواية العربية عام 2015 حيث وصلت روايته «السفر في ماء الحلم» للقائمة القصيرة.[34]

#### جوائزه عن الأعمال المسرحية
- جائزة راشد بن حمد الشرقي للإبداع عام 2020م حيث فازت مسرحيته الدرامية «شعائر الإبادة» بالمركز الأول دوليا.[35][36][37]
- وصلت مسرحيته «قطاف الجنائز» للقائمة القصيرة في جائزة الهيئة العربية للمسرح بالإمارات العربية المتحدة عام 2019م وصنف نصه من أهم عشرين نص مسرحي عربي في فرع المسرح الموجه للكبار.[38][39]
- وصلت مسرحيته «بار النخبة» للقائمة القصيرة في جائزة الهيئة العربية للمسرح بالإمارات العربية المتحدة عام 2022م وصنف نصه من أهم عشرين نص مسرحي عربي في فرع المسرح الموجه للكبار.[40]
- نال وسام الإستحقاق الثقافي من طرف وزارة الثقافة و الفنون الجزائرية بمناسبة تتويج نصه المسرحي «شعائر الإبادة» بجائزة راشد بن حمد الشرقي للإبدع.[41]
- وصلت مسرحية المونودرامية «رجما بالهرطقة» للقائمة القصيرة لجائزة التأليف المسرحي لمسرح الشباب بمهرجان شرم الشيخ الدولي بجمهورية مصر، دورة الفنان يسري الجندي 2022م.
- حائز على جائزة كاكي الذهبي للكتابة الدرامية عن نصه المسرحي «غواية الشيطان الرحيم والحب» 2023م.[42]